# 丁伍德 (喬治亞州)
丁伍德（英語：Deenwood）是位於美國喬治亞州韋爾縣的一個人口普查指定地區。

## 地理
丁伍德的座標為31°14′20″N 84°22′18″W / 31.23889°N 84.37167°W，而該地最高點為海拔高度41米（即135英尺）。

## 人口
根據2010年美國人口普查的數據，丁伍德的面積為8.70平方千米，當中陸地面積為8.70平方千米，而水域面積為0.00平方千米。當地共有人口1836人，而人口密度為每平方千米211人。